# Infomediário
Empresas infomediárias são empresas intermediárias de informações cujo negócio é pesquisar e analisar informação, desenvolvendo análises detalhadas do mercado e caracterização dos clientes, para utilização por outras entidades, é especializado em veiculação de conteúdo via internet. 
John Hagel foi quem criou o termo Infomediário, formado pelas palavras informação e intermediário, citou pelo primeira vez em 1996, em seu artigo chamado "The Coming Battle for Customer Information".
Estas empresas disponibilizam ferramentas para que os usuários interajam entre si para troca de informação e até mesmo de produtos. Uma das características das infomediárias é não ter envolvimento  direto com a geração e entrega do produto ou informação.
Podemos chamar de empresas puramente infomediárias empresas tais como eBay, Onsale, Mercado Livre, leilões virtuais, entre outras que o objetivo é colocar em contato pessoas que desejam vender ou comprar algo.
São diversas as empresas que geram conteúdo online, mas não são todas as empresas que podem ser chamadas de infomediárias porque a característica principal é o não envolvimento da empresa na geração da informação. Não são consideradas infomediárias jornais, rádios e TVs online porque estas empresas são responsáveis gerar a informação transmitida.
Os dados dos consumidores e seus hábitos são altamente valiosos, quando analisados cuidadosamente e aplicados em campanhas de marketing. Algumas empresas são capazes de atuar como infomediárias coletando e vendendo estas informações para outras empresas. Um infomediário pode oferecer acesso grátis a internet e coletar os hábitos e necessidades dos consumidores.
Todos os sites que exigem registro para acesso usam as informações de seus usuários de forma comercial. Ganhar dinheiro através de ferramentas de informação é papel das infomediárias.